# Radešín (Petrovice)
Radešín je malá vesnice, část obce Petrovice v okrese Příbram ve Středočeském kraji. Nachází se asi tři kilometry severozápadně od Petrovic. Radešín je také název katastrálního území o rozloze 2,71 km².

## Historie
První písemná zmínka o vesnici pochází z roku 1414.

## Obyvatelstvo
| Rok            | 1869 | 1880 | 1890 | 1900 | 1910 | 1921 | 1930 | 1950 | 1961 | 1970 | 1980 | 1991 | 2001 | 2011 | 2021 |
| -------------- | ---- | ---- | ---- | ---- | ---- | ---- | ---- | ---- | ---- | ---- | ---- | ---- | ---- | ---- | ---- |
| Počet obyvatel | 139  | 141  | 116  | 125  | 130  | 118  | 111  | 95   | 78   | 54   | 34   | 25   | 24   | 25   | 27   |
| Počet domů     | 20   | 20   | 20   | 20   | 20   | 20   | 20   | 22   | 22   | 19   | 15   | 18   | 19   | 22   | 22   |

## Obecní správa
Při sčítání lidu v letech 1850–1920 Radešín byl osadou obce Kuní v okrese Sedlčany. V letech 1921–1976 byl samostatnou obcí, se kterým patřil nejprve do okresu Sedlčany, ale od roku 1960 v okrese Příbram. Od 1. dubna 1976 je částí obce Petrovice v okrese Příbram.

## Pamětihodnosti
- Uprostřed vesnice se nachází kaple.
- Vedle kaple se nalézá kříž.

## Galerie

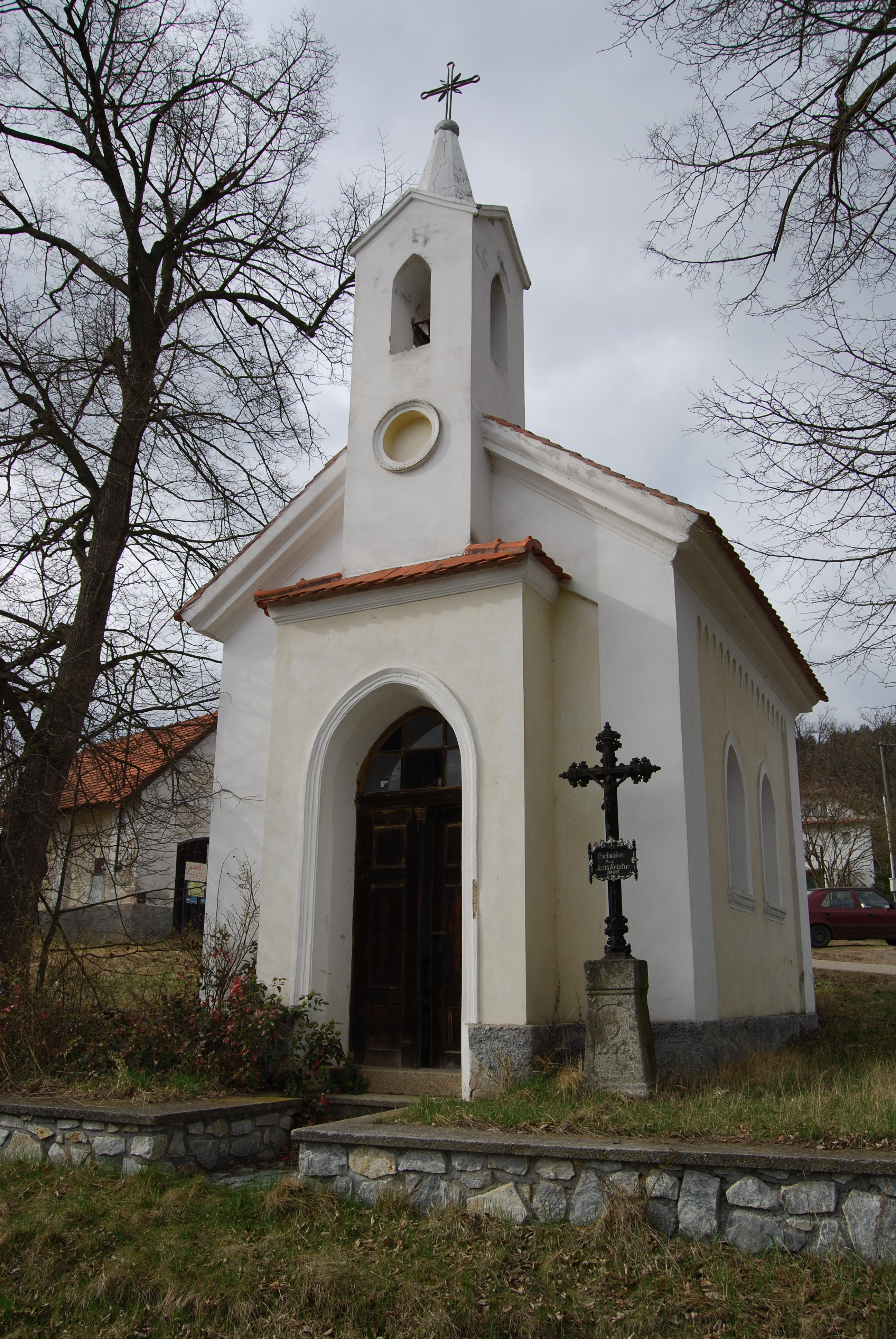
Návesní kaple
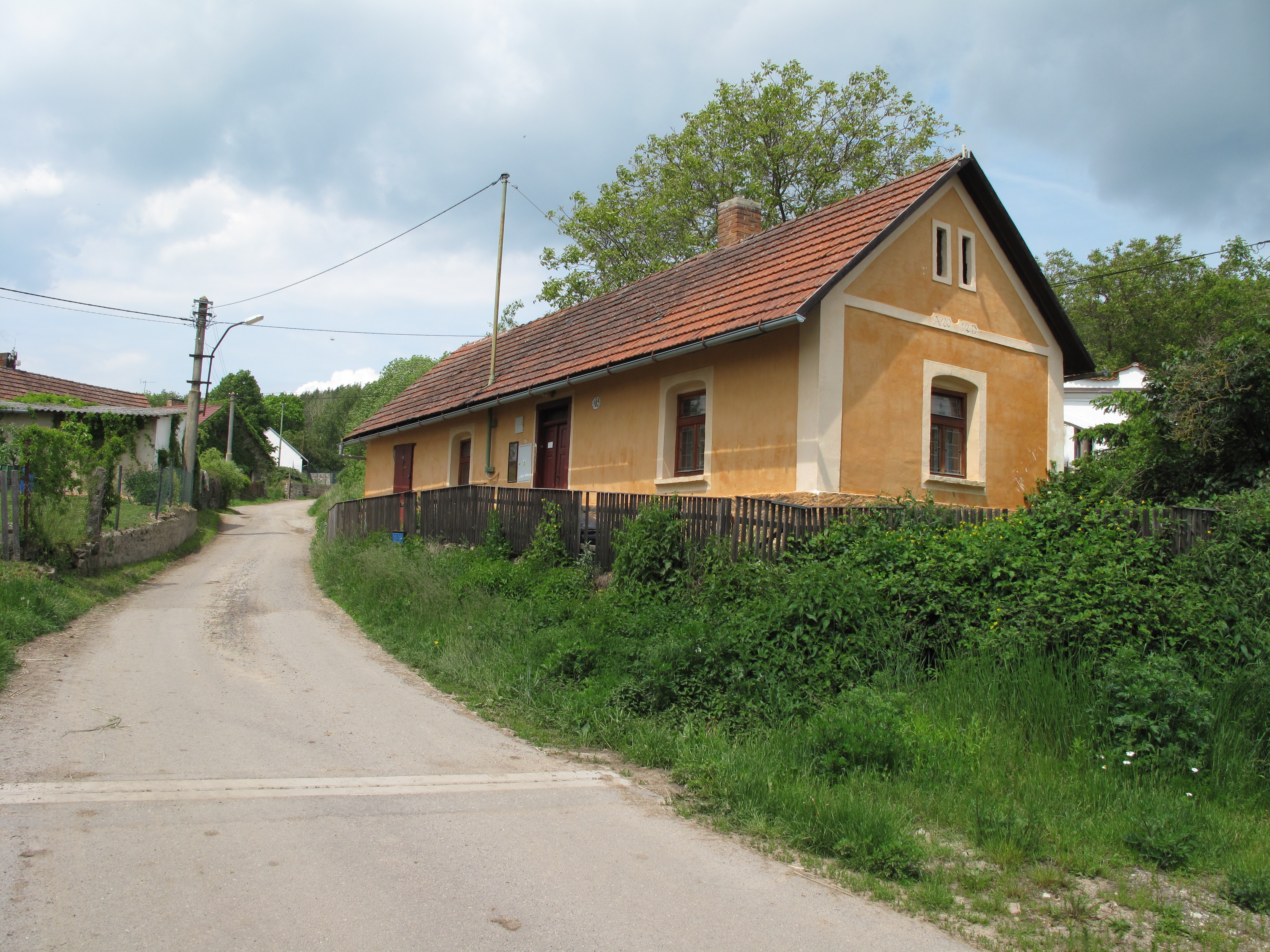
Chalupa na návsi
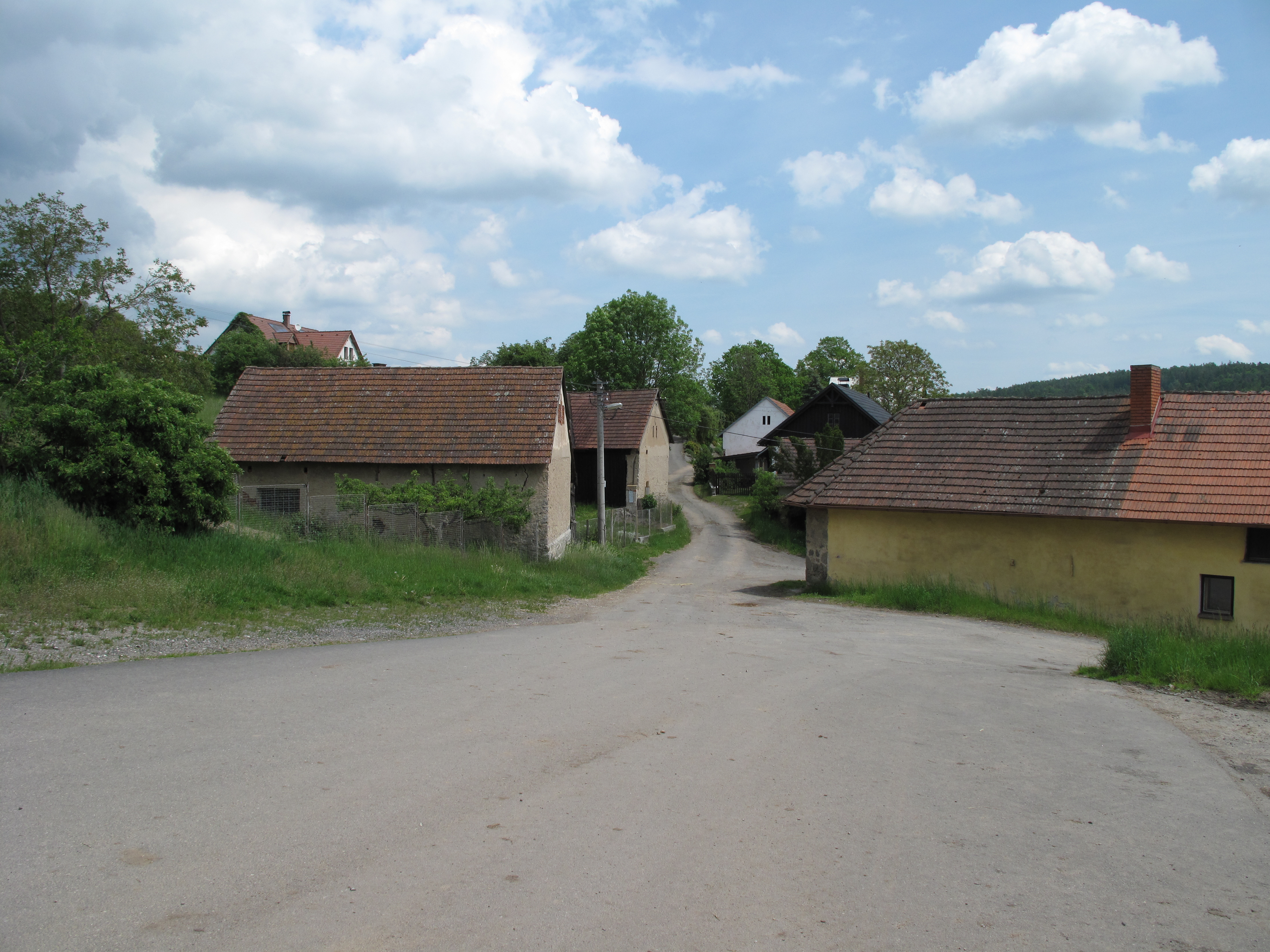
Cesta mezi domy
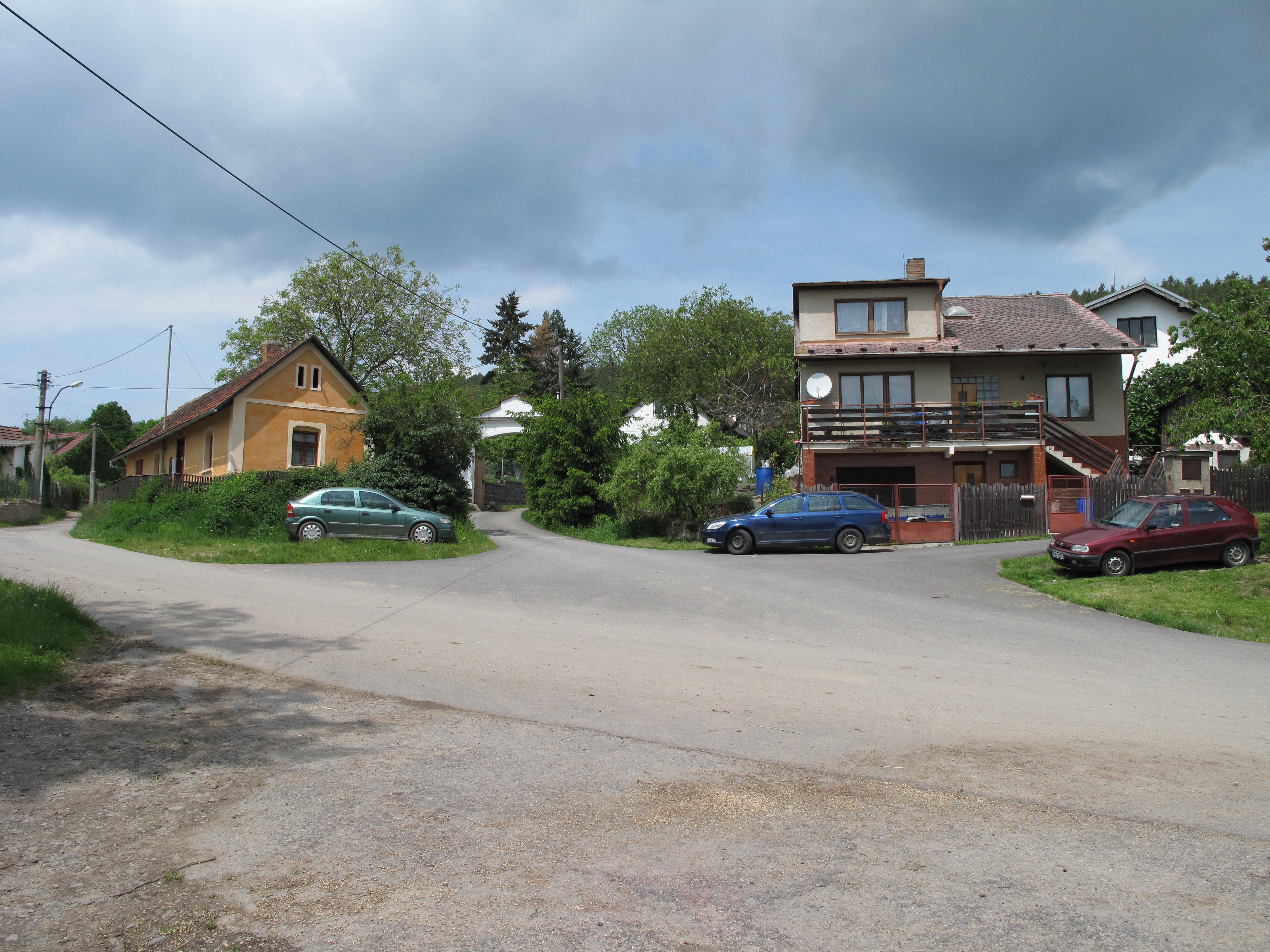
Náves